# Luxor (pel·lícula)
Luxor és una pel·lícula de drama romàntic del 2020 dirigida per Zeina Durra. Es tracta d'una jove cooperant, Hanna, que es veu aclaparada pel tractament de víctimes de la guerra de Síria, fa un viatge en solitari a Egipte i es troba amb un antic afer amorós. Va ser llançat el 6 de novembre de 2020 en format digital.

## Argument
Quan la cooperant britànica Hana torna a l'antiga ciutat de Luxor, es troba amb Sultan, un arqueòleg talentós i antic amant. Mentre vaga, perseguida pel lloc conegut, lluita per conciliar les eleccions del passat amb la incertesa del present.

## Repartiment
- Andrea Riseborough com a Hana
- Michael Landes com a Carl
- Shereen Reda com a Dunia
- Karim Saleh com a sultà
- Zahra Indigo Ronlov com a Indigo
- Violet Brannan com a Jane

## Llançament
La pel·lícula es va projectar al Festival de Cinema de Sundance 2020 a la World Cinema Dramatic Competition. Va ser llançat el 6 de novembre de 2020 en format digital.

## Recepció
Al lloc web de l'agregador de ressenyes Rotten Tomatoes, el 90% de les crítiques de 73 crítiques són positives, amb una valoració mitjana de 6,8/10. El consens del lloc web diu: Liderat per l'actuació en capes d'Andrea Riseborough, Luxor estudia amb empatia la cruïlla entre el trauma i la recuperació. Metacritic, que utilitza una mitjana ponderada, va assignar a la pel·lícula una puntuació de 69 sobre 100, basada en 5 crítics, indicant crítiques "generalment favorables".
Leslie Felperin de The Guardian va donar a la pel·lícula 4/5 estrelles, elogiant les actuacions dels actors i escrivint: "Com la directora Joanna Hogg, Durra excel·leix a l'hora de suggerir subtextos i corrents subterranis que s'enfilen a través de converses quotidianes." Tara Brady de The Irish Times va donar a la pel·lícula 3/5 estrelles, escrivint: "Una peça directa per la meditativa Monsoon de Hong Khaou, Luxor ofereix un estrany matrimoni de diari de viatge, trastorn d'estrès postraumàtic, espiritualitat i alguna cosa com el romanç."
Robert Abele de Los Angeles Times va anomenar la pel·lícula "un espai de meditació satisfactòria i carregat d'història, que ens demana que considerem com reconciliem les nostres experiències amb el nostre present i, com a resultat, amb qui volem ser." Jay Weissberg de Variety va escriure: "Saleh té un currículum sòlid en produccions internacionals, inclosa la televisió, i està ben emparellat amb Riseborough en la manera en què traspua una suau solidesa que Hana necessita, però que també resisteix en part, sense estar segur de si pot fer front a més vincles emocionals."